# Азмудэ, Эскандар
Эскандар Азмудэ (перс. اسکندر آزموده‎; 17 марта 1912 года, Тегеран — 6 июля 1998 года, Лондон) – генерал-лейтенант и высокопоставленный иранский военный в эпоху Пехлеви.

## Биография
Эскандар Азмудэ, сын Махмуда, родился в 1912 году в Тегеране. Получив образование в средней военной школе и офицерской академии, он в 1933 году поступил на службу в армию. В 1945 году, в звании капитана пехоты 1-го батальона 6-го полка, Азмудэ был направлен в Азербайджан для участия в подавлении вооружённых формирований, поддерживавших правительство Джафара Пишевари.

### Переворот 1953 года и роль Азмудэ
В 1953 году, в период подготовки переворота против правительства доктора Мохаммеда Мосаддыка, подполковник Азмудэ, командир полка Пехлеви, принял предложение полковника Нассири принять участие в заговоре против правительства. Через полковника Нассири он установил контакт с другими участниками переворота и на встрече с генералом Захеди выразил готовность к сотрудничеству и поддержку их планов. Одной из его инициатив стало проведение ночных собраний, на которых он пытался убедить офицеров присоединиться к заговору.
Полковник Азмудэ поручил своей группе несколько задач: арест полковника Момтаза, командира полка Джамшидабад, отвечавшего за охрану резиденции премьер-министра; размещение части своих сил у дома доктора Мосаддыка для поддержки гвардейцев в случае сопротивления охраны; арест бригадного генерала Рияхи, начальника штаба армии; а также отключение связи в телекоммуникационном центре базара. В ночь на 15 августа 1953 года он отдал приказ о начале операции.
Узнав, что связь в телекоммуникационном центре не была отключена, Азмудэ около полуночи отправился туда с двумя грузовиками солдат и под угрозой оружия заставил оператора прервать соединение. Однако по пути на улицу Ках, где предполагалось продолжение операции, он получил известие о провале заговора. Утром 16 августа он вернулся в телекоммуникационный центр и приказал восстановить связь. Стремясь избежать ареста, как и другие участники переворота, Азмудэ обратился в комендатуру за пропуском, но штаб армии отдал распоряжение о его задержании и приступил к допросу. На следующий день после успешного переворота, 20 августа, Азмудэ был освобождён из-под стражи и назначен командиром 1-й горной и 1-й бронетанковой бригад. Вскоре после этого он начал аресты офицеров, остававшихся лояльными правительству доктора Мосаддыка.
После возвращения шаха Мохаммеда Реза Пехлеви в страну Азмудэ был немедленно произведён в полные полковники и награждён орденом Растахиз 1-й степени. Он также вошёл в состав специальной комиссии, созданной для рассмотрения дел офицеров, участвовавших в перевороте 28 августа. Основной задачей комиссии было выявление офицеров, поддержавших переворот, и представление их к повышению. После ареста доктора Мосаддыка его охрана в Салтанатабаде была поручена полку Пехлеви, находившемуся под командованием полковника Азмудэ.

### Военная карьера после переворота
Спустя некоторое время Азмудэ был направлен в Великобританию в качестве заместителя военного представителя Ирана, где также прошёл курс военной тактики. В 1957 году, рассчитывая на более высокую награду, он направил письмо Ардеширу Захеди, в котором выразил недовольство отсутствием повышения в звании и попросил содействия в этом вопросе. После прохождения курса по ракетным технологиям в США Азмудэ вернулся в Иран и в звании генерал-майора был назначен командиром дивизий, дислоцированных в Азербайджане и Фарсе. В июне 1963 года, во время беспорядков, командуя дивизией в Тебризе, он реализовал план «Шир» и, приведя войска в состояние полной боевой готовности, предотвратил любые возможные выступления в городе, за что был отмечен благодарностью.
После выхода в отставку в 1968 году Искандар Азмудэ получил приглашение от Джамшида Амузегара на государственную службу. По указу шаха он был назначен заместителем министра финансов и главой таможенной службы Ирана, где проработал до 1974 года. Азмудэ пользовался репутацией честного офицера, не запятнанного финансовыми махинациями, что делало его подходящей фигурой для реформирования ведомства. Однако его военный характер определил подход к управлению: генерал полагал, что все проблемы можно решить строгой дисциплиной и приказами. Для наведения порядка в таможенной службе он привёл с собой группу военных соратников — от генералов до младших офицеров, чтобы внедрить армейские методы управления.
В стремлении установить чёткий порядок Азмудэ ввёл строгие правила для сотрудников таможенной службы. Все обязаны были носить униформу – кремовую летом и тёмно-синюю зимой, – причём каждому ежегодно выдавали два комплекта ткани для костюмов и покрывали расходы на пошив. Ношение галстука и идентификационной карты, прикреплённой к груди, стало обязательным. Эти меры, по замыслу Азмудэ, должны были повысить дисциплину и создать единый стандарт работы. Однако вскоре стало ясно, что реформы столкнулись с серьёзными препятствиями: многие из привлечённых военных оказались замешаны в коррупционных скандалах, масштабы которых превзошли нарушения, с которыми генерал изначально боролся.
Разочарованный провалами, Азмудэ решил усилить контроль, создав в структуре таможенной службы отдел, известный среди сотрудников как «отдел расследований». Со временем этот отдел разросся до полноценного управления. Его возглавил Хосров Азмудэ, племянник генерала и бывший сотрудник САВАК, известный как один из ключевых участников судебного процесса над доктором Мохаммедом Мосаддыком. Предполагалось, что отдел будет следить за соблюдением правил и бороться с нарушениями. Для этого его филиалы были созданы в каждом таможенном подразделении по всей стране. Однако вместо искоренения коррупции отдел стал частью порочной системы. Его сотрудники, опираясь на связи с руководством и давление САВАК, начали вымогать взятки у нарушителей. Те, кто отказывался платить «долю», сталкивались с фабрикацией дел, тогда как платившие могли рассчитывать на смягчение наказания или его полное избежание.

### Восточный Азербайджан под управлением Азмудэ (1974–1978)
С января 1974 по 1977 год Азмудэ занимал должность губернатора Восточного Азербайджана. С началом Исламской революции в Азербайджане, как и в других регионах страны, начались волнения. 18 февраля 1978 года жители Тебриза, подобно другим городам Ирана, попытались провести церемонию в память о сорока днях со смерти участников событий в Кумe, но это мероприятие было подавлено властями. В столкновениях с правительственными силами погибли и получили ранения несколько человек. Азмудэ ввёл в городе военное положение, однако порядок восстановить не удалось. В итоге 28 февраля он был снят с поста губернатора и вызван в Тегеран.

## После революции
После отставки генерал-лейтенант Эскандар Азмудэ переехал в Великобританию, где скончался в 1998 году.